# Alun Hoddinott
Alun Hoddinott (Bargoed, Glamorganshire, 11 de agosto de 1929 - Swansea, 11 de marzo de 2008) fue un compositor britaníco de música clásica, uno de los primeros en recibir el reconocimiento internacional.

## Biografía
Hoddinott nació en Bargoed, Glamorganshire, Gales. Estudió en la Gowerton Grammar School antes de matricularse en la University College de Cardiff, y más tarde estudió en privado con Arthur Benjamin. Su primera composición importante, el Concierto para clarinete, fue interpretada en el Festival de Cheltenham de 1954 por Gervase de Peyer con la Orquesta Hallé y Sir John Barbirolli.
Eso llevó a Hoddinott un perfil nacional, que fue seguido por una serie de encargos de las principales orquestas y solistas. estos encargos continuaron hasta su muerte, y fue defendido por algunos de los cantantes e instrumentistas más distinguidos del siglo XX. Se incluyen cantantes como Dame Margaret Price, Dame Gwyneth Jones, Sir Thomas Allen, Jill Gomez, Sir Geraint Evans y más recientemente Claire Booth, Helen Field, Gail Pearson y Jeremy Huw Williams. Entre los instrumentistas figuran Ruggiero Ricci, Mstislav Rostropovich, Dennis Brain, Osian Ellis, Cecil Aronowitz, Nia Harries, Roger Woodward y John Ogdon por citar algunos, y más recientemente la eufonista David Childs, la violonchelista Kathryn Price, el trombonista Mark Eager y el pianista de canciones Andrew Matthews-Owen.
Hoddinott fue prolífico, escribió sinfonías, sonatas y conciertos: su estilo evolucionó a lo largo de una larga y distinguida carrera, desde el neoclasicismo del Concierto para clarinete hasta una marca de serialismo que permitió un marco tonal en la estructura, combinando una inclinación para la oscuridad, texturas y harmonías inquietantes parecidos a las de otro compositor británico, Alan Rawsthorne, con formas arco y palíndromos de Bartokian. No obstante, su paso por la ópera a partir de 1970 ayudó a ampliar su abanico estilístico y aligerar su paleta. Su música a menudo muestra una intensidad lírica melancólica y oscura, manifestada en sus movimientos nocturnos lentos. Uno de los mejores ejemplos es su Poema rapsódico para violín y orquesta, inspirado en una línea de James Joyce, The Heaventree of Stars. Combinando una escritura dura y disciplinada con un sentido de algo misterioso y desconocido, su estilo musical ha sido descrito como "romántico modernista".
Alun Hoddinott también era un profesor dotado y, como profesor de música en la University College de Cardiff, fue responsable de la ampliación del Departamento de Música (con un edificio construido específicamente) que se convirtió en el más grande de Europa e los 80. Durante su estancia en Cardiff Hoddinott enseñó a diversos compositores talentosos como el compositor irlandés John Buckley y los compositores galeses Karl Jenkins, Jeffrey Lewis, Gwyn Parry-Jones, John Metcalf y Christopher Painter.
Fue galardonado con doctorados honoris causa de numerosas instituciones musicales líderes, como ahora la Royal Academy of Music, el Royal Northern College of Music y el Royal Welsh College of Music & Drama, así como el Walford Davies Award. Fue nombrado Comandante del Orden del Imperio Británico (CBE) en los Honores de Año Nuevo de 1983.
En 2005, Hoddinott produjo una fanfarria para ser interpretada en la boda de Carlos, príncipe de Gales, con Camilla Parker Bowles, después de haber escrito obras para celebrar el 16º aniversario del príncipe Carlos y su investidura.
En 1997 Alun Hoddinott recibió el premio Glyndŵr por una contribución excepcional en las artes en Gales durante el Festival de Machynlleth. También recibió un Lifetime Achievement Award de l'Arts Council of Wales en 1999 y la Fellowship of the Welsh Music Guild.
El 1 de marzo de 2007, la soprano Helen Field y el barítono Jeremy Huw Williams ofrecieron el estreno mundial de su ciclo de canciones orquestales Serenissima con la Orquesta Nacional de Gales de la BBC en el St David's Hall. Se anunció en esta ocasión que la nueva sede de la Orquesta Nacional de Gales de la BBC en el Wales Millennium Centre de Cardiff incluiría una sala de conciertos de 350 asientos especialmente construida, llamada BBC Hoddinott Hall (en galés: Neuadd Hoddinott y BBC). La nueva sala se inauguró con un festival de inauguración celebrado entre el 22 de enero y el 1 de febrero de 2009, con actuaciones en directo emitidas por BBC Radio 3. La pieza de obertura fue una pieza de espectáculo del mismo Hoddinott.
Alun Hoddinott murió el 11 de marzo de 2008 en el Hospital Morriston, Swansea, a los 78 años, al día siguiente del estreno mundial en el Wigmore Hall de su Music for String Quartet', impartido por el Sacconi Quartet. Su último trabajo, el poema sinfónico orquestal "Taliesin", fue estrenado por la Orquesta Nacional de Gales de la BBC al Festival de Música de Swansea en octubre de 2009.

## Enlaçes externos
- https://www.4barsrest.com/news/7553/obituary-dr-alun-hoddinott
- https://global.oup.com/?cc=es/Editorial de les primeres obres d'Alun Hoddinott
- https://web.archive.org/web/20131017021114/http://www.orianapublications.co.uk/alun_hoddinott_tribute.pdf/ Alun Hoddinott CBE - Mi amigo, un homenaje de Christopher Painter
- Esta obra contiene una traducción  derivada de «Alun Hoddinott» de Wikipedia en catalán, publicada por sus editores bajo la Licencia de documentación libre de GNU y la Licencia Creative Commons Atribución-CompartirIgual 4.0 Internacional.

- Datos: Q447945